# USS John P. Murtha (LPD-26)
USS John P. Murtha (LPD-26) — десантний транспортний корабель-док ВМС США, десятий корабель типу «Сан-Антоніо». Призначений для транспортування військ та комбінованої висадки повітряним (за допомогою вертольотів чи конвертопланів) та водним (за допомогою катерів на повітряній подушці) морських піхотинців. 

## Назва
Корабель отримав назву на честь конгресмена від штату Пенсільванія Джона Мурта (1932 - 2010). Колишнього офіцера Корпусу морської піхоти США, він був першим ветераном війни у В'єтнамі, обраним до Палати представників США в 1974 році.

## Будівництво

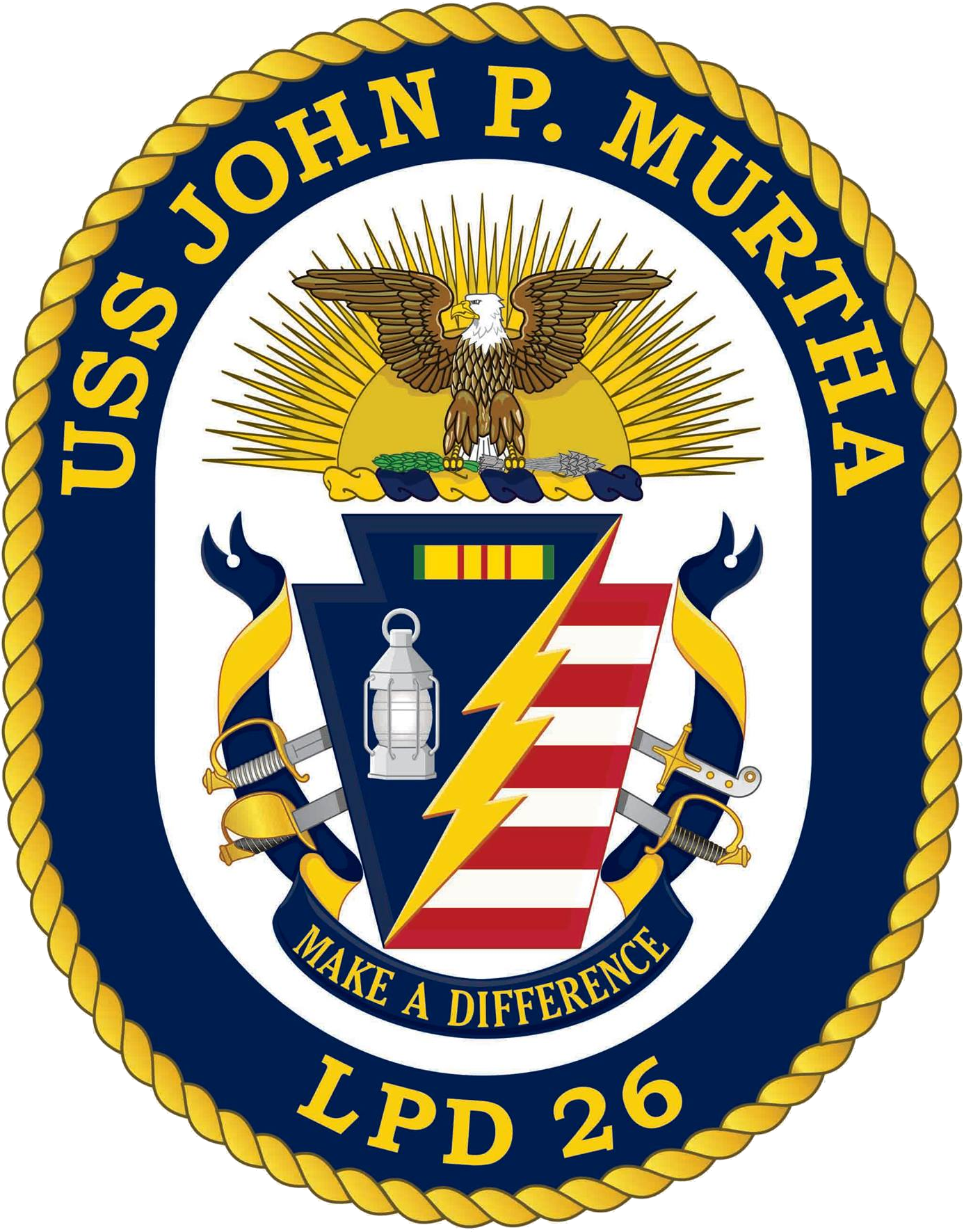
Емблема корабля

Контракт на будівництво від 1 квітня 2011 року, вартістю 1,5 млрд доларів, був укладений з суднобудівної компанією Ingalls Shipbuilding, розташованої в Паскагула, штат Міссісіпі. 25 травня 2011 року було розпочато різання сталі. Закладка кіля відбулася 6 червня 2012 року. Спущений на воду 30 жовтня 2014 року. 21 березня 2015 року відбулася церемонія хрещення. Хрещеною матір'ю стала Донна С. Мурта, дочка конгресмена Джона Мурта. За повідомленням від 7 березня успішно завершив морські випробування, що проходили в Мексиканській затоці протягом чотирьох днів. За повідомленням від 19 квітня завершив прийомні ходові випробування, які шість днів проходили в Мексиканській затоці. Після завершення підготовчих робіт,  13 травня переданий ВМС США. 11 серпня залишив Паскагула і попрямував до Філадельфії, штат Пенсільванія, куди прибув 3 жовтня. 8 жовтня в Філадельфії відбулася церемонія введення в експлуатацію. 18 листопада прибув в порт приписки Сан-Дієго, штат Каліфорнія.